# Eiskunstlauf-Europameisterschaften 2018
Die 110. Eiskunstlauf-Europameisterschaften fanden vom 15. bis 21. Januar 2018 in der russischen Hauptstadt Moskau statt. Die Wettbewerbe wurden in der Megasport-Arena ausgetragen. Moskau war zum zweiten Mal nach 1965 Gastgeber von Eiskunstlauf-Europameisterschaften.

## Bilanz

### Medaillenspiegel
| Platz | Land       | Gold | Silber | Bronze | Gesamt |
| ----- | ---------- | ---- | ------ | ------ | ------ |
| 1     | Russland   | 2    | 4      | 3      | 9      |
| 2     | Frankreich | 1    | –      | –      | 1      |
| 2     | Spanien    | 1    | –      | –      | 1      |
| 4     | Italien    | –    | –      | 1      | 1      |

### Medaillengewinner
| Konkurrenz | Gold                                    | Silber                               | Bronze                              |
| ---------- | --------------------------------------- | ------------------------------------ | ----------------------------------- |
| Herren     | Javier Fernández                        | Dmitri Alijew                        | Michail Koljada                     |
| Damen      | Alina Sagitowa                          | Jewgenija Medwedewa                  | Carolina Kostner                    |
| Paare      | Jewgenija Tarassowa / Wladimir Morosow  | Xenija Stolbowa / Fjodor Klimow      | Natalja Sabijako / Alexander Enbert |
| Eistanz    | Gabriella Papadakis / Guillaume Cizeron | Jekaterina Bobrowa / Dmitri Solowjow | Alexandra Stepanowa / Iwan Bukin    |

## Qualifikationskriterien
| Minimale Punktzahl der technischen Elemente | Minimale Punktzahl der technischen Elemente | Minimale Punktzahl der technischen Elemente |
| Disziplin                                   | Kurzprogramm / Kurztanz                     | Kür / Kürtanz                               |
| ------------------------------------------- | ------------------------------------------- | ------------------------------------------- |
| Herren                                      | 25                                          | 45                                          |
| Damen                                       | 20                                          | 36                                          |
| Paare                                       | 20                                          | 36                                          |
| Eistanz                                     | 19                                          | 29                                          |

Die Ergebnisse müssen bei einem von der ISU anerkannten internationalen Wettbewerb in der laufenden oder der vorherigen Saison erreicht worden sein. Die erforderlichen Punktzahlen für Kurzprogramm und Kür können bei unterschiedlichen Wettbewerben erreicht werden.

## Ergebnisse
- Pkt. = Punkte
- KP = Kurzprogramm
- KT = Kurztanz
- K = Kür

### Herren
Der Spanier Javier Fernández gewann seinen sechsten Europameistertitel in Folge. 
| Platz                          | Sportler              | Land                   | Pkt.          | KP            | KP            | K             | K             |
| ------------------------------ | --------------------- | ---------------------- | ------------- | ------------- | ------------- | ------------- | ------------- |
| 1                              | Javier Fernández      | Spanien                | 295,55        | 1             | 103,82        | 1             | 191,73        |
| 2                              | Dmitri Alijew         | Russland               | 274,06        | 2             | 091,33        | 2             | 182,73        |
| 3                              | Michail Koljada       | Russland               | 258,90        | 4             | 083,41        | 3             | 175,49        |
| 4                              | Deniss Vasiļjevs      | Lettland               | 243,52        | 3             | 085,11        | 5             | 158,41        |
| 5                              | Oleksij Bytschenko    | Israel                 | 238,44        | 8             | 074,97        | 4             | 163,47        |
| 6                              | Alexander Samarin     | Russland               | 229,81        | 9             | 074,25        | 6             | 155,56        |
| 7                              | Alexander Majorov     | Schweden               | 225,86        | 12            | 071,28        | 7             | 154,58        |
| 8                              | Michal Březina        | Tschechien             | 225,20        | 10            | 072,72        | 8             | 152,48        |
| 9                              | Matteo Rizzo          | Italien                | 219,43        | 6             | 078,26        | 9             | 141,17        |
| 10                             | Jorik Hendrickx       | Belgien                | 218,17        | 5             | 078,56        | 12            | 139,61        |
| 11                             | Chafik Besseghier     | Frankreich             | 211,17        | 13            | 070,35        | 10            | 140,82        |
| 12                             | Moris Qwitelaschwili  | Georgien               | 210,47        | 7             | 076,74        | 14            | 133,73        |
| 13                             | Phillip Harris        | Vereinigtes Königreich | 208,22        | 15            | 067,77        | 11            | 140,45        |
| 14                             | Romain Ponsart        | Frankreich             | 200,72        | 20            | 061,45        | 13            | 139,27        |
| 15                             | Slawik Hajrapetjan    | Armenien               | 196,63        | 14            | 069,49        | 16            | 127,14        |
| 16                             | Paul Fentz            | Deutschland            | 194,97        | 11            | 072,54        | 17            | 122,43        |
| 17                             | Irakli Maissuradse    | Georgien               | 191,22        | 18            | 063,69        | 15            | 127,53        |
| 18                             | Stéphane Walker       | Schweiz                | 185,41        | 16            | 065,96        | 20            | 119,45        |
| 19                             | Valtter Virtanen      | Finnland               | 181,77        | 24            | 060,23        | 18            | 121,54        |
| 20                             | Felipe Montoya        | Spanien                | 181,72        | 22            | 061,23        | 19            | 120,49        |
| 21                             | Daniel Albert Naurits | Estland                | 176,10        | 23            | 060,76        | 21            | 115,34        |
| 22                             | Sondre Oddvoll Bøe    | Norwegen               | 170,64        | 19            | 061,85        | 22            | 108,79        |
| 23                             | Burak Demirboga       | Türkei                 | 167,22        | 21            | 061,27        | 23            | 105,95        |
| 24                             | Igor Rezniczenko      | Polen                  | 165,65        | 17            | 063,96        | 24            | 101,69        |
| Nicht für die Kür qualifiziert |                       |                        |               |               |               |               |               |
| 25                             | Jaroslaw Paniot       | Ukraine                | 060,07        | 25            | 060,07        | —             | —             |
| 26                             | Daniel Samohin        | Israel                 | 059,18        | 26            | 059,18        | —             | —             |
| 27                             | Nicholas Vrdoljak     | Kroatien               | 058,30        | 27            | 058,30        | —             | —             |
| 28                             | Jiří Bělohradský      | Tschechien             | 058,30        | 28            | 058,30        | —             | —             |
| 29                             | Michael Neuman        | Slowakei               | 057,44        | 29            | 057,44        | —             | —             |
| 30                             | Thomas Kennes         | Niederlande            | 054,65        | 30            | 054,65        | —             | —             |
| 31                             | Davide Lewton Brain   | Monaco                 | 054,64        | 31            | 054,64        | —             | —             |
| 32                             | Larry Loupolover      | Aserbaidschan          | 052,44        | 32            | 052,44        | —             | —             |
| 33                             | Alexander Maszljanko  | Ungarn                 | 052,01        | 33            | 052,01        | —             | —             |
| 34                             | Niki Obrejkow         | Bulgarien              | 050,24        | 34            | 050,24        | —             | —             |
| 35                             | Jakau Sjanko          | Belarus                | 047,26        | 35            | 047,26        | —             | —             |
| 36                             | Conor Stakelum        | Irland                 | 043,05        | 36            | 043,05        | —             | —             |
| Z                              | Peter Liebers         | Deutschland            | zurückgezogen | zurückgezogen | zurückgezogen | zurückgezogen | zurückgezogen |

### Damen
| Platz                          | Sportlerin               | Land                   | Pkt.          | KP            | KP            | K             | K             |
| ------------------------------ | ------------------------ | ---------------------- | ------------- | ------------- | ------------- | ------------- | ------------- |
| 1                              | Alina Sagitowa           | Russland               | 238,24        | 1             | 80,27         | 1             | 157,97        |
| 2                              | Jewgenija Medwedewa      | Russland               | 232,86        | 2             | 78,57         | 2             | 154,29        |
| 3                              | Carolina Kostner         | Italien                | 204,25        | 3             | 78,30         | 4             | 125,95        |
| 4                              | Marija Sotskowa          | Russland               | 200,81        | 4             | 68,70         | 3             | 132,11        |
| 5                              | Loena Hendrickx          | Belgien                | 176,91        | 8             | 55,13         | 5             | 121,78        |
| 6                              | Nicole Rajičová          | Slowakei               | 171,90        | 5             | 61,01         | 6             | 110,89        |
| 7                              | Alexia Paganini          | Schweiz                | 161,62        | 9             | 54,95         | 9             | 106,67        |
| 8                              | Maé-Bérénice Méité       | Frankreich             | 159,70        | 10            | 54,14         | 10            | 105,56        |
| 9                              | Emmi Peltonen            | Finnland               | 159,48        | 11            | 52,68         | 8             | 106,80        |
| 10                             | Nicole Schott            | Deutschland            | 157,84        | 18            | 48,37         | 7             | 109,47        |
| 11                             | Laurine Lecavelier       | Frankreich             | 154,11        | 7             | 55,36         | 12            | 098,75        |
| 12                             | Eliška Březinová         | Tschechien             | 149,69        | 12            | 52,06         | 14            | 097,63        |
| 13                             | Ivett Tóth               | Ungarn                 | 148,98        | 15            | 50,70         | 13            | 098,28        |
| 14                             | Viveca Lindfors          | Finnland               | 147,89        | 14            | 51,62         | 17            | 096,27        |
| 15                             | Micol Cristini           | Italien                | 147,80        | 19            | 48,22         | 11            | 099,58        |
| 16                             | Lea Johanna Dastich      | Deutschland            | 146,82        | 16            | 49,89         | 15            | 096,93        |
| 17                             | Anita Östlund            | Schweden               | 145,14        | 6             | 56,04         | 20            | 089,10        |
| 18                             | Anne Line Gjersem        | Norwegen               | 142,68        | 17            | 48,70         | 18            | 093,98        |
| 19                             | Giada Russo              | Italien                | 142,38        | 23            | 45,81         | 16            | 096,57        |
| 20                             | Daša Grm                 | Slowenien              | 137,31        | 20            | 47,40         | 19            | 089,91        |
| 21                             | Pernille Sørensen        | Dänemark               | 133,94        | 24            | 45,76         | 21            | 088,18        |
| 22                             | Elžbieta Kropa           | Litauen                | 133,87        | 21            | 46,06         | 22            | 087,81        |
| 23                             | Anna Chnytschenkowa      | Ukraine                | 132,70        | 13            | 51,84         | 23            | 080,86        |
| 24                             | Silvia Hugec             | Slowakei               | 123,45        | 22            | 45,98         | 24            | 077,47        |
| Nicht für die Kür qualifiziert |                          |                        |               |               |               |               |               |
| 25                             | Kristina Škuleta-Gromova | Estland                | 045,74        | 25            | 45,74         | —             | —             |
| 26                             | Kyarha van Tiel          | Niederlande            | 045,28        | 26            | 45,28         | —             | —             |
| 27                             | Natasha McKay            | Vereinigtes Königreich | 045,12        | 27            | 45,12         | —             | —             |
| 28                             | Fruzsina Medgyesi        | Ungarn                 | 044,71        | 28            | 44,71         | —             | —             |
| 29                             | Julia Sauter             | Rumänien               | 044,57        | 29            | 44,57         | —             | —             |
| 30                             | Natalie Klotz            | Österreich             | 043,53        | 30            | 43,53         | —             | —             |
| 31                             | Matilda Algotsson        | Schweden               | 043,28        | 31            | 43,28         | —             | —             |
| 32                             | Sıla Saygı               | Türkei                 | 043,05        | 32            | 43,05         | —             | —             |
| 33                             | Valentina Matos          | Spanien                | 039,66        | 33            | 39,66         | —             | —             |
| 34                             | Elżbieta Gabryszak       | Polen                  | 038,00        | 34            | 38,00         | —             | —             |
| 35                             | Kim Cheremsky            | Aserbaidschan          | 037,61        | 35            | 37,61         | —             | —             |
| 36                             | Diāna Ņikitina           | Lettland               | 036,71        | 36            | 36,71         | —             | —             |
| 37                             | Antonina Dubinina        | Serbien                | 036,69        | 37            | 36,69         | —             | —             |
| 38                             | Aimee Buchanan           | Israel                 | 033,87        | 38            | 33,87         | —             | —             |
| 39                             | Presiyana Dimitrova      | Bulgarien              | 024,76        | 39            | 24,76         | —             | —             |
| Z                              | Charlotte Vandersarren   | Belgien                | zurückgezogen | zurückgezogen | zurückgezogen | zurückgezogen | zurückgezogen |

### Paare
Zum zweiten Mal nach 2017 gewann das russische Paar Jewgenija Tarassowa / Wladimir Morosow den Europameistertitel.
| Platz | Sportler                                 | Land          | Pkt.   | KP | KP    | K  | K      |
| ----- | ---------------------------------------- | ------------- | ------ | -- | ----- | -- | ------ |
| 1     | Jewgenija Tarassowa / Wladimir Morosow   | Russland      | 221,60 | 5  | 70,37 | 1  | 151,23 |
| 2     | Xenija Stolbowa / Fjodor Klimow          | Russland      | 211,01 | 3  | 72,05 | 2  | 138,96 |
| 3     | Natalja Sabijako / Alexander Enbert      | Russland      | 210,18 | 2  | 72,95 | 3  | 137,23 |
| 4     | Vanessa James / Morgan Ciprès            | Frankreich    | 210,17 | 1  | 75,52 | 4  | 134,65 |
| 5     | Valentina Marchei / Ondřej Hotárek       | Italien       | 204,20 | 4  | 71,89 | 5  | 132,31 |
| 6     | Nicole Della Monica / Matteo Guarise     | Italien       | 192,38 | 6  | 64,53 | 6  | 127,85 |
| 7     | Miriam Ziegler / Severin Kiefer          | Österreich    | 181,75 | 7  | 63,94 | 7  | 117,81 |
| 8     | Annika Hocke / Ruben Blommaert           | Deutschland   | 170,21 | 9  | 57,05 | 8  | 113,16 |
| 9     | Paige Conners / Evgeni Krasnopolski      | Israel        | 163,55 | 10 | 52,32 | 9  | 111,23 |
| 10    | Lola Esbrat / Andrei Novoselov           | Frankreich    | 160,47 | 8  | 57,48 | 10 | 102,99 |
| 11    | Laura Barquero / Aritz Maestu            | Spanien       | 152,08 | 11 | 51,46 | 11 | 100,62 |
| 12    | Lana Petranović / Antonio Souza-Kordeiru | Kroatien      | 134,97 | 13 | 45,72 | 12 | 89,25  |
| 13    | Ioulia Chtchetinina / Mikhail Akulov     | Schweiz       | 130,09 | 12 | 46,57 | 13 | 83,52  |
| 14    | Sofiya Karagodina / Semyon Stepanov      | Aserbaidschan | 117,95 | 14 | 41,58 | 14 | 76,37  |

### Eistanz
| Platz                              | Sportler                                     | Land                   | Pkt.          | KT            | KT            | K             | K             |
| ---------------------------------- | -------------------------------------------- | ---------------------- | ------------- | ------------- | ------------- | ------------- | ------------- |
| 1                                  | Gabriella Papadakis / Guillaume Cizeron      | Frankreich             | 203,16        | 1             | 81,29         | 1             | 121,87        |
| 2                                  | Jekaterina Bobrowa / Dmitri Solowjow         | Russland               | 187,13        | 4             | 74,43         | 2             | 112,70        |
| 3                                  | Alexandra Stepanowa / Iwan Bukin             | Russland               | 184,86        | 2             | 75,38         | 3             | 109,48        |
| 4                                  | Anna Cappellini / Luca Lanotte               | Italien                | 180,65        | 3             | 74,76         | 5             | 105,89        |
| 5                                  | Charlène Guignard / Marco Fabbri             | Italien                | 177,75        | 5             | 71,58         | 4             | 106,17        |
| 6                                  | Tiffany Zahorski / Jonathan Guerreiro        | Russland               | 168,45        | 8             | 65,35         | 6             | 103,10        |
| 7                                  | Penny Coomes / Nicholas Buckland             | Vereinigtes Königreich | 168,42        | 6             | 69,45         | 9             | 098,97        |
| 8                                  | Sara Hurtado / Kirill Chaljawin              | Spanien                | 165,03        | 7             | 66,60         | 10            | 098,43        |
| 9                                  | Laurence Fournier Beaudry / Nikolaj Sørensen | Dänemark               | 164,90        | 9             | 65,03         | 7             | 099,87        |
| 10                                 | Natalia Kaliszek / Maksym Spodyriev          | Polen                  | 164,48        | 10            | 64,80         | 8             | 099,68        |
| 11                                 | Oleksandra Nasarowa / Maxym Nikitin          | Ukraine                | 156,35        | 11            | 63,20         | 12            | 093,15        |
| 12                                 | Marie-Jade Lauriault / Romain Le Gac         | Frankreich             | 154,04        | 14            | 58,99         | 11            | 095,05        |
| 13                                 | Alisa Agafonova / Alper Uçar                 | Türkei                 | 152,10        | 12            | 59,30         | 13            | 092,80        |
| 14                                 | Anna Yanovskaya / Ádám Lukács                | Ungarn                 | 148,69        | 13            | 59,13         | 14            | 089,56        |
| 15                                 | Cecilia Törn / Jussiville Partanen           | Finnland               | 145,60        | 16            | 57,73         | 15            | 087,87        |
| 16                                 | Angélique Abachkina / Louis Thauron          | Frankreich             | 139,74        | 15            | 58,14         | 17            | 081,60        |
| 17                                 | Lucie Myslivečková / Lukáš Csölley           | Slowakei               | 136,51        | 17            | 54,71         | 16            | 081,80        |
| 18                                 | Jasmine Tessari / Francesco Fioretti         | Italien                | 133,00        | 18            | 54,25         | 19            | 078,75        |
| 19                                 | Tina Karapetjan / Simon Proulx-Sénécal       | Armenien               | 131,30        | 20            | 51,77         | 18            | 079,53        |
| 20                                 | Viktoria Kavaliova / Yurii Bieliaiev         | Belarus                | 128,38        | 19            | 53,64         | 20            | 074,74        |
| Nicht für den Kürtanz qualifiziert |                                              |                        |               |               |               |               |               |
| 21                                 | Justyna Plutowska / Jérémie Flemin           | Frankreich             | 049,91        | 21            | 49,91         | —             | —             |
| 22                                 | Darja Popowa / Wolodymyr Bjelikow            | Ukraine                | 046,68        | 22            | 46,68         | —             | —             |
| 23                                 | Victoria Manni / Carlo Röthlisberger         | Schweiz                | 046,30        | 23            | 46,30         | —             | —             |
| 24                                 | Guostė Damulevičiūtė / Deividas Kizala       | Litauen                | 045,12        | 24            | 45,12         | —             | —             |
| 25                                 | Cortney Mansour / Michal Češka               | Tschechien             | 043,37        | 25            | 43,37         | —             | —             |
| 26                                 | Teodora Markowa / Simon Dase                 | Bulgarien              | 041,99        | 26            | 41,99         | —             | —             |
| 27                                 | Katerina Bunina / German Frolov              | Estland                | 041,53        | 27            | 41,53         | —             | —             |
| 28                                 | Adel Tankova / Ronald Zilberberg             | Israel                 | 040,20        | 28            | 40,20         | —             | —             |
| 29                                 | Aurelija Ipolito / Malcolm Jones             | Lettland               | 037,47        | 29            | 37,47         | —             | —             |
| 30                                 | Malin Malmberg / Thomas Nordahl              | Schweden               | 034,95        | 30            | 34,95         | —             | —             |
| Z                                  | Kavita Lorenz / Joti Polizoakis              | Deutschland            | zurückgezogen | zurückgezogen | zurückgezogen | zurückgezogen | zurückgezogen |